# Dorothy McCoy
Dorothy McCoy (Waukomis, então Território de Oklahoma, 9 de agosto de 1903 – 21 de novembro de 2001) foi uma matemática estadunidense. Em 1929 foi a primeira mulher a obter um doutorado em matemática na Universidade de Iowa.

## Formação e carreira
Dorothy McCoy nasceu em 9 de agosto de 1903 em Waukomis, pertencente na época ao Território de Oklahoma. Sua família mudou-se para Chesapeake, Missouri, em 1906, após a morte de seu pai. Obteve o grau de bacharel na Universidade Baylor no Texas com distinção, lecionou matemática durante um ano, e completou um doutorado em matemática na Universidade de Iowa em 1929, orientada por Edward Wilson Chittenden, com a tese The Complete Existential Theory of Eight Fundamental Properties of Topological Spaces. Obteve os dois graus ao mesmo tempo que seu irmão mais jovem, Neal, que foi professor de matemática do Smith College. Foi a primeira mulher a obter um doutorado em matemática na Universidade de Iowa, e (com Winifred Asprey, Barbara Beechler e Kathryn Powell Ellis) uma das únicas quatro a obter este grau antes de 1960.

## Carreira posterior
Dorothy McCoy tornou-se professora e chefe do departamento de matemática do Belhaven College, Mississippi em 1929, e presidiu a Seção Louisiana-Mississippi da Mathematical Association of America em 1937 e 1938. Em 1949 tornou-se professora de matemática e presidente da divisão de ciências físicas e biológicas no Wayland Baptist College. Foi bolsista dd Programa Fulbright em 1954, visitando o Iraque e depois viajou profissionalmente para muitos outros países. Aposentou-se como distinguished professor emerita em 1975, "o único membro da faculdade que recebeu os títulos de emérita e distinta".
Morreu em 21 de novembro de 2001.

## Reconhecimentos
A Associação Batista dos Ex-Alunos de Wayland concedeu a McCoy seu Distinguished Lifetime Service Award em 1999. A Wayland Baptist University nomeou um dormitório em sua homenagem em 2001, e exibe um busto dela em um de seus edifícios.
Duas fotografias suas estão incluídas na coleção do National Museum of American History, como parte de um conjunto de fotos de mulheres com doutorados em matemática.